# Історико-етнографічний музей «Яворівщина»
Істо́рико-етнографі́чний музе́й «Яворі́вщина» — історико-етнографічний музей у місті Яворові Львівської області, зібрання матеріалів і предметів з історії, культури та видатних особистостей Яворівщини; традиційний міський культурний осередок.

## Загальні дані

Табличка при вході

Музейний заклад розташований в історичному ошатному будиночку за адресою:
вул. Львівська, 31, м. Яворів (Львівська область).
Заклад працює щоденно в будні, від 10-ї до 18-ї години з перервою на обід між 13-ю та 14-ю годинами; вихідні — субота, понеділок.

## З історії музею
Музей у Яворові було утворено в 1927—1933 роках з ініціативи «Кружка рідної школи». Починаючи від 1931 року закладом опікувалось товариство «Яворівщина».
Активними сподвижниками музейної справи стали адвокат і громадський діяч Михайло Фільц, художник Олекса Харків, вчителі Михайлина Гординська та Вікторія Турянська.
Після Другої світової війни Яворівський музей занепав. Відродження і повторне відкриття історико-етнографічного музею «Яворівщина» відбулося 22 серпня 2002 року (напередодні Дня незалежності).

## Фонди, експозиція, діяльність
У теперішній час (2000—2015 рр.) фонди історико-етнографічного музею «Яворівщина» налічують понад 800 експонатів.
Музейна експозиція розміщена в 4 кімнатах і умовно поділена на розділи:
- «Прядіння і ткацтво»;
- «Речі господарсько-побутового призначення»;
- «Старовинний яворівський одяг»;
- «Народні промисли Яворівщини»;
- «Археологічні пам'ятки та нумізматика».

Художню цінність має експозиція робіт Володимира Патика «Дерев'яні церкви Яворівщини».
У музеї постійно виставляються найкращі роботи учнів художнього відділу Яворівської школи мистецтв ім. Михайла Вербицького.
Яворівський музей активно співпрацює з освітніми закладами й організує та проводить цікаві заходи, такі як година краєзнавства «З минулого міста Яворова», урок-екскурсія музеєм та уроки народознавства, тематичні виставки, майстер-класи.